# Нікітюк Віктор Олегович
Віктор Олегович Нікітюк (6 квітня 1965, Київ)  — український дипломат. Надзвичайний і Повноважний Посол України в Республіці Таджикистан (2012—2018).

## Біографія
Народився 6 квітня 1965 року в місті Києві. У 1989 році закінчив Київський державний університет ім. Т. Шевченка, факультет міжнародних відносин і міжнародного права. Кандидат юридичних наук. Вільно володіє українською, російською, англійською мовами та французькою — на розмовному рівні.
У 1983 — 1985 роках служив у Збройних Силах.
У 1989 — 1991 — стажист, помічник прокурора району, прокурор відділу з нагляду за дотриманням законів у господарчий діяльності, соціальній сфері Прокуратури міста Києва.
У 1991 — 1992 роках проходив стажування в органах прокуратури та юридичних фірмах США.
З 1992 — експерт-головний науковий консультант апарату Державного радника з питань правової політики Державної Думи України.
У 1992 — 1993 — аспірант Інституту міжнародних відносин при Київському державному університеті ім. Т. Шевченка.
У 1993 — 1994 — начальник відділу законопроектних робіт Міністерства України у справах національностей та міграції.
У 1994 — 1997 — перший секретар, радник, начальник відділу ОБСЄ, заступник начальника Управління європейського і регіонального співробітництва МЗС України.
У 1997 — 2000 — радник Посольства України в Королівстві Бельгія, Місії України при НАТО.
У 2000 — 2001 — заступник начальника, в.о. начальника Управління євроатлантичної інтеграції Міністерства закордонних справ України.
У 2001 — 2003 — докторант Київського національного університету імені Т. Шевченка.
У 2003 — 2005 — в.о. начальника Управління Європейського Союзу, посол з особливих доручень, начальник Управління євроатлантичного співробітництва, заступник директора Департаменту НАТО Міністерства закордонних справ України.
У 2005 — 2009 — радник-посланник Посольства України в Сполучених Штатах Америки.
У 2009 — 2012 — в.о. директора, директор Департаменту інформаційної політики, посол з особливих доручень, в.о. директора, директор Першого територіального департаменту МЗС України. Член української частини Робочої групи (Секретаріату) з організаційного забезпечення діяльності Українсько-Російської міждержавної комісії
З 30 серпня 2012 по 18 жовтня 2018 рр. — Надзвичайний і Повноважний Посол України в Республіці Таджикистан.
З 6 грудня 2013 по 18 жовтня 2018 рр. — Надзвичайний і Повноважний Посол України в Афганістан за сумісництвом.

## Дипломатичний ранг
- Надзвичайний і Повноважний Посланник першого класу (2007).

## Автор наукових праць
- Монографія «Статус етнонаціональних меншин (порівняльно-правовий аспект)» (1996).
- Монографія «Етнічний конфлікт як проблема євроатлантичної безпеки (міжнародно-правовий аспект)»(2006).[5]